# جيك إيكيرت
جيك إيكيرت (بالإنجليزية: Jake Eckert)‏ هو موسيقي أمريكي، ولد في 27 أبريل 1976.

## وصلات خارجية
- جيك إيكيرت على موقع ميوزك برينز (الإنجليزية)